# Época (revista)
Época fue una revista semanal española de carácter primordialmente político conservador hasta que en 2009 se convirtió en la revista dominical del diario La Gaceta, editada por el grupo de medios de comunicación Intereconomía Corporación. El diario cerró su edición de papel en 2013.
Jaime Campmany fundó la revista en 1985, y fue su director hasta el año 2000. En sus comienzos, Luis Herrero fue redactor-jefe durante dos años. Otros directores de Época fueron Germán Yanke, Alfonso Basallo, Rafael Miner o Carlos Dávila. Jesús Aparicio Bernal Sánchez fue cofundador y presidente de la revista hasta 1990.

## Línea editorial
El semanario se editó durante más de 25 años, con una línea editorial basada en la creencia en la libertad y la defensa los valores de la civilización occidental. Así mismo el grupo editor asume que el público al que está destinado la revista es el lector políticamente de derechas.
Desde octubre de 2009 Época se convirtió en la revista dominical de La Gaceta. Dejó en segundo término los contenidos netamente políticos para centrarse en reportajes de actualidad, entrevistas en profundidad y otros de carácter más lúdico sobre distintas manifestaciones artísticas (cine, teatro, literatura, cine), ocio (viajes o gastronomía) y los dedicados a la mujer (belleza y moda) o al público infantil. En otra sección, José Javier Esparza analizaba en profundidad en un personaje de la Historia de España. La revista finalizó su publicación con el cierre de La Gaceta en diciembre de 2013. 

## Redactores y colaboradores
Por el espacio informativo de Época han desfilado destacados periodistas. Desde junio de 2011, con Rafael Esparza al frente, antes de que tomara el timón Alfonso Basallo (hasta diciembre de 2013), la revista se nutrió de las colaboraciones de Berta Molina (también editora), Antonio D. Olano, Pilar Blanco, Abigail Campos, Eva Reuss, Eugenia Marcos, Héctor Asensio, Jesús Maqueda, Alex Avilleira, Noelia Hermida, Ana Fernández Abad, Aníbal Ruiz, Esther Gala, Carmen Morales, Mar Tagle, Irina Moreno, María Martínez, Juanjo Madrigal, María Verza, Gema Sánchez de la Nieta, Cristina Martín, Antonio Pérez Liñán, Rocío Marmisa, Jesús D. Doreste, Mari Luz Alonso, Fátima Ulíbarri, Belén Ester, José María Olmo, Eduardo Cruz, Berta Fernández, Rafael Esparza, Gonzalo García, Begoña Marín, Cristina Herrera, Javier Táuler, Ana Dávila, Marta Riesgo, Evangeline O'Regan, Nacho Bosque, Iratxe Manchobas, Belén Palancar, Alfonso Basallo, Santiago Mata, Alberto Lardíes, Luis Rivas, Jorge Bustos, Diego Campo, Javier Iglesias, Paco Rabadán, Carlos Quirós, Paul Tenorio, María Cupeiro, Mely Torres, Carmen Porras, Amparo Ledo, Roberto R. Ballesteros, Enrique Morales, Jorge Borrajo, Joaquín Santaella, Belén Lorenzana, Carlos Bueno, Miguel Maristany, Julia Urgel, Itxu Díaz, José Ignacio Cuenca, Álvaro Fernández, Javier Sedano, Blanca Ruiz Antón, Ignacio Peyró, Alicia Gracia, Juan Gato, Hayda Ramos o Carlos Esteban. Comando el diseño gráfico del semario en esa etapa Emilio Aguirre, con un equipo por el que pasaron Beatriz Albandea, Alfonso Carrero y Eduardo Cruz En los gráficos e infografías colaboraron Miguel Gómez, Javier y Carlos Aguilera y Antonio Alonso. 
Uno de sus más asiduos colaboradores fue Alejo Vidal-Quadras, y también escribían semanalmente Luis Francisco Esplá, Antonio Martín Beaumont, Nicolás Retana Iza, José Luis Roig y el novelista Miguel Aranguren.
Fernando Sánchez Dragó fue colaborador en los periodos 1988-91 y 1992-2000, firmando una columna llamada La Dragontea.

## Controversias anteriores a 2009

### Acusación de fraude a De la Vega
La revista Época acusó a la vicepresidenta del Gobierno María Teresa Fernández de la Vega en 2009 de haber incurrido en un delito de fraude electoral. Según la revista, De la Vega habría votado en las elecciones a Cortes Generales de ese mismo año estando inscrita en un censo electoral cuyo nombre habría sido introducido once días después del plazo límite que establece la ley para su modificación de cara a unas elecciones.
De acuerdo con la acusada, los hechos eran falsos y según una resolución interpretativa emitida por la Oficina del Censo Electoral, De la Vega no había sobrepasado el plazo de inscripción en el censo de la localidad valenciana de Beneixida, sino que había sido incluida en el mes de marzo de 2008, es decir, aproximadamente un mes antes de los comicios. Por su parte la vicepresidenta emprendió acciones legales contra la revista debido al suceso. Una sentencia de la audiencia provincial de Madrid reconoció el carácter irregular del empadronamiento.

### Acusación de consumo de drogas a Jaime de Marichalar
El semanario publicó en septiembre de 2009 unas informaciones sobre la separación de Jaime de Marichalar y Elena de Borbón, según las cuales esta habría alegado consumo de drogas por parte del primero con el fin de conseguir la nulidad matrimonial.
Como consecuencia de la publicación, Jaime de Marichalar decidió interponer una demanda judicial contra el semanario. Si bien la Casa Real Española estudió por su parte emprender también medidas legales, desestimó finalmente esta opción.